# 240 センター・ストリート
240 センター・ストリート (240 Centre Street) または旧ニューヨーク市警察本部ビル (New York City Police Headquarters building) はニューヨーク市マンハッタン区ノリータ (en) 地区のブルーム・ストリート (en) とグランド・ストリート (en) の間にある建物である。1905年から1909年の期間に建設され、en:Hoppin & Koen建築事務所によって設計された。1909年から1973年までニューヨーク市警察の本部ビルであったが、1988年にEhrenkranz Group & Eckstutによって高級コンドミニアムへと改修された。現在ではポリス・ビルディング・アパート (Police Building Apartments) と呼ばれるようになっている。
このビルはセンター・ストリート240番地に所在し、近くのマルベリー・ストリート (en) にあり、かつてセオドア・ルーズベルトがニューヨーク市警察本部長 (en) として務めていたより古いビルから移転してきた。ニューヨーク郡（マンハッタン）、キングス郡（ブルックリン）、クイーンズ郡、リッチモンド郡（スタテン・アイランド）そしてザ・ブロンクスに加えてウエストチェスター郡はグレーター・ニューヨークという合同体として1989年に組織され規模が大きくなったため、市警は新しい本部ビルが必要となった。
この警察本部ビルは1978年にニューヨーク市歴史建造物に、1980年にアメリカ合衆国国家歴史登録財に登録された。

## ギャラリー

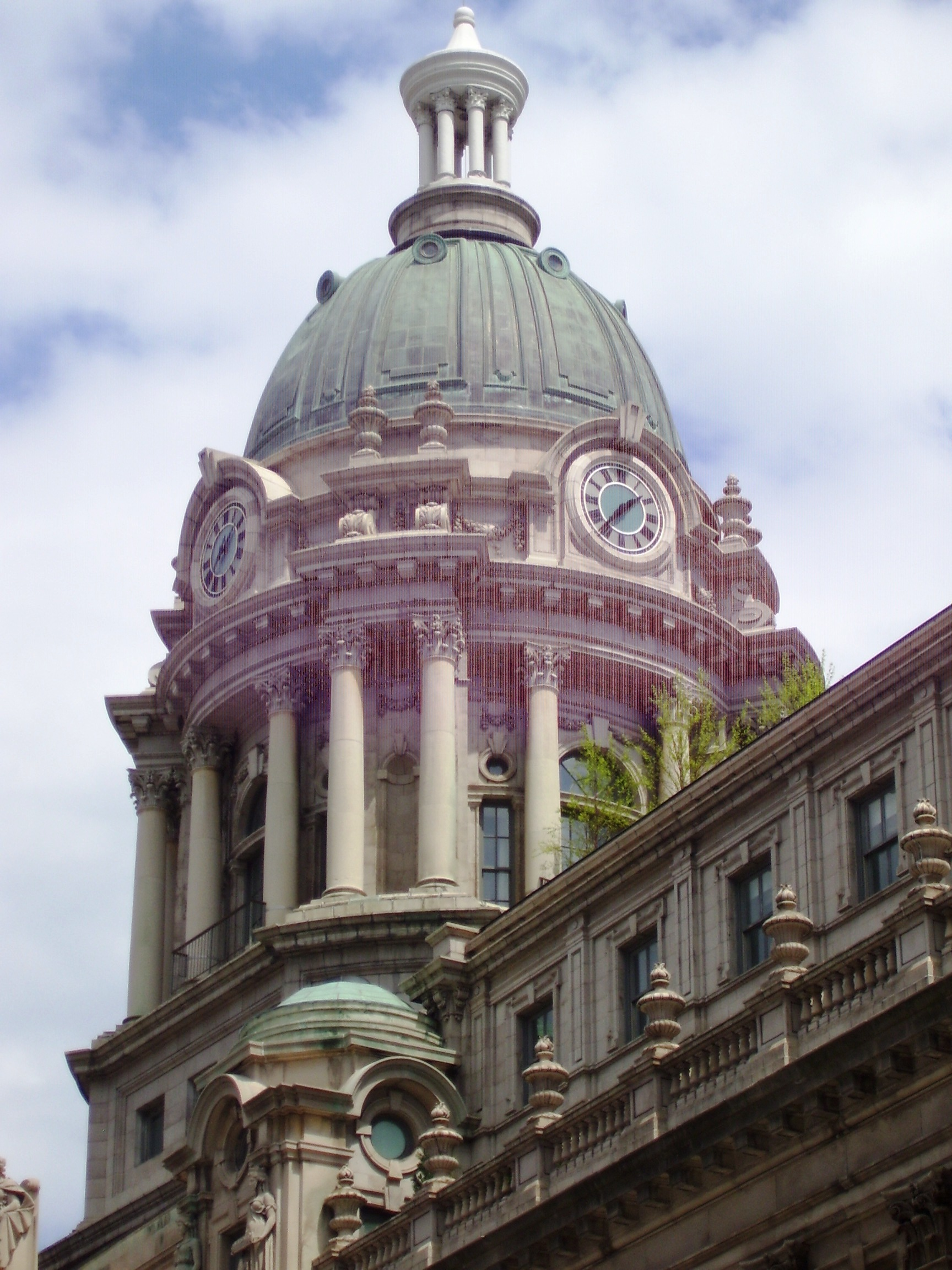
ドーム
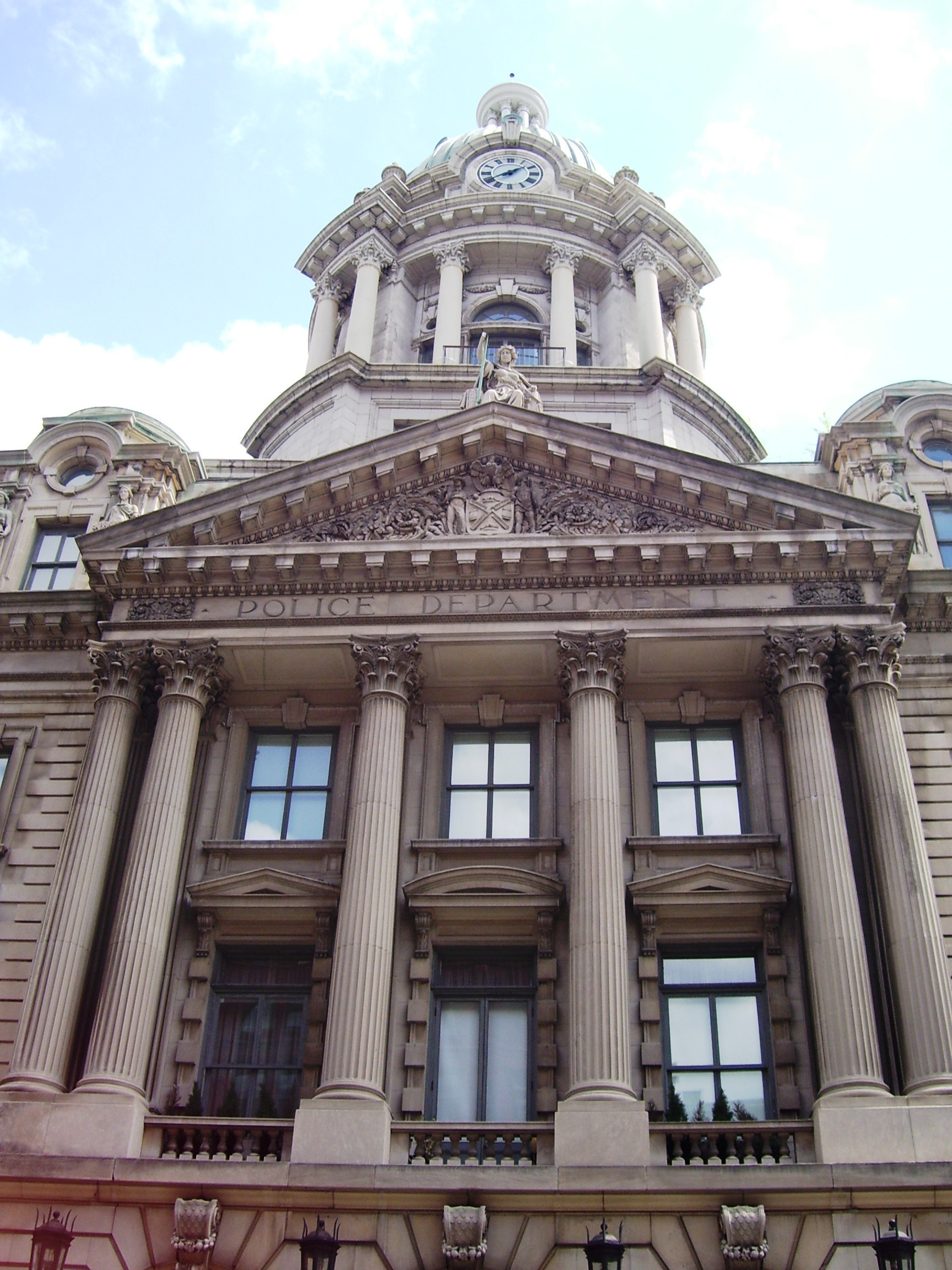
入り口の上のペディメントと柱
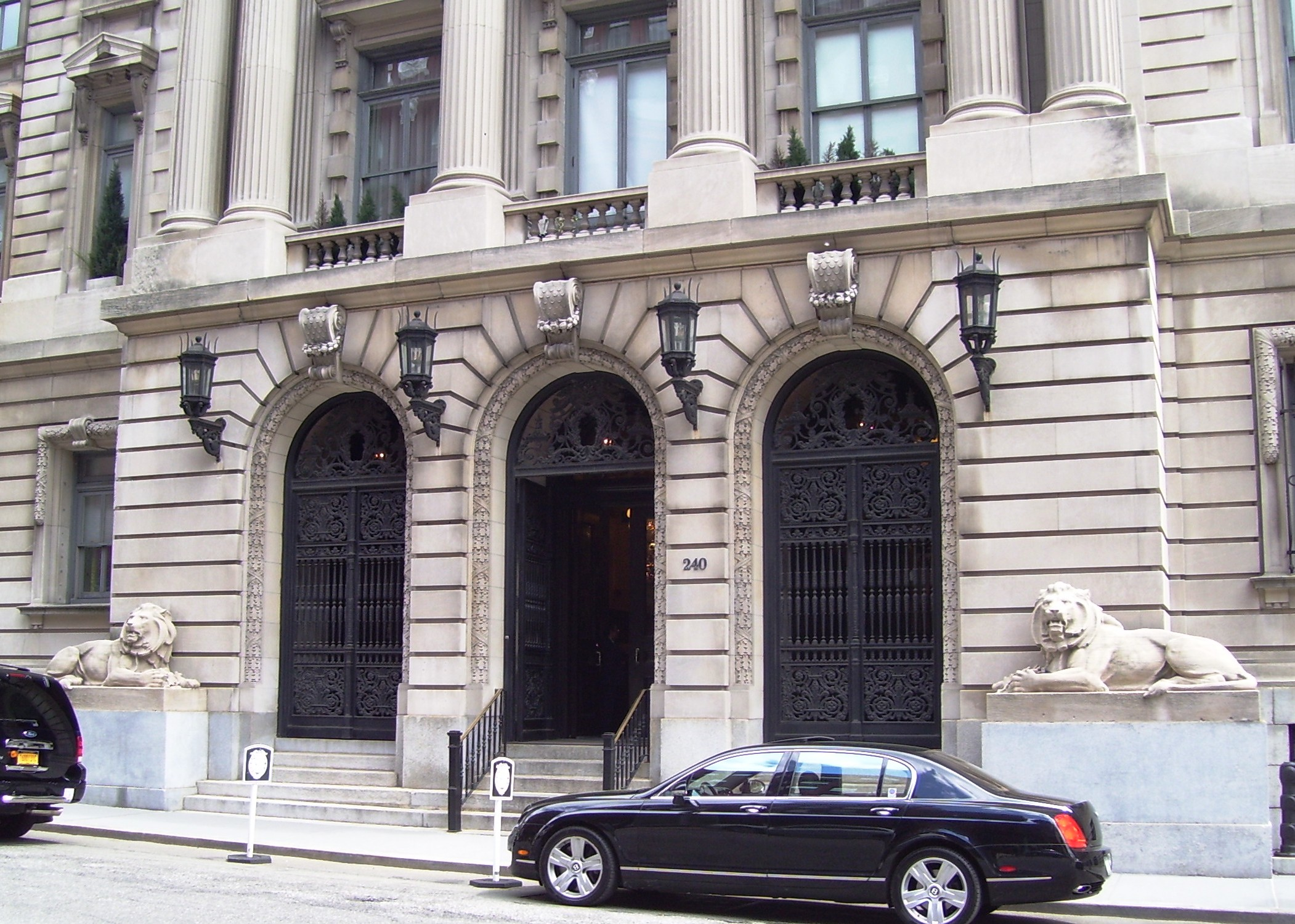
入り口
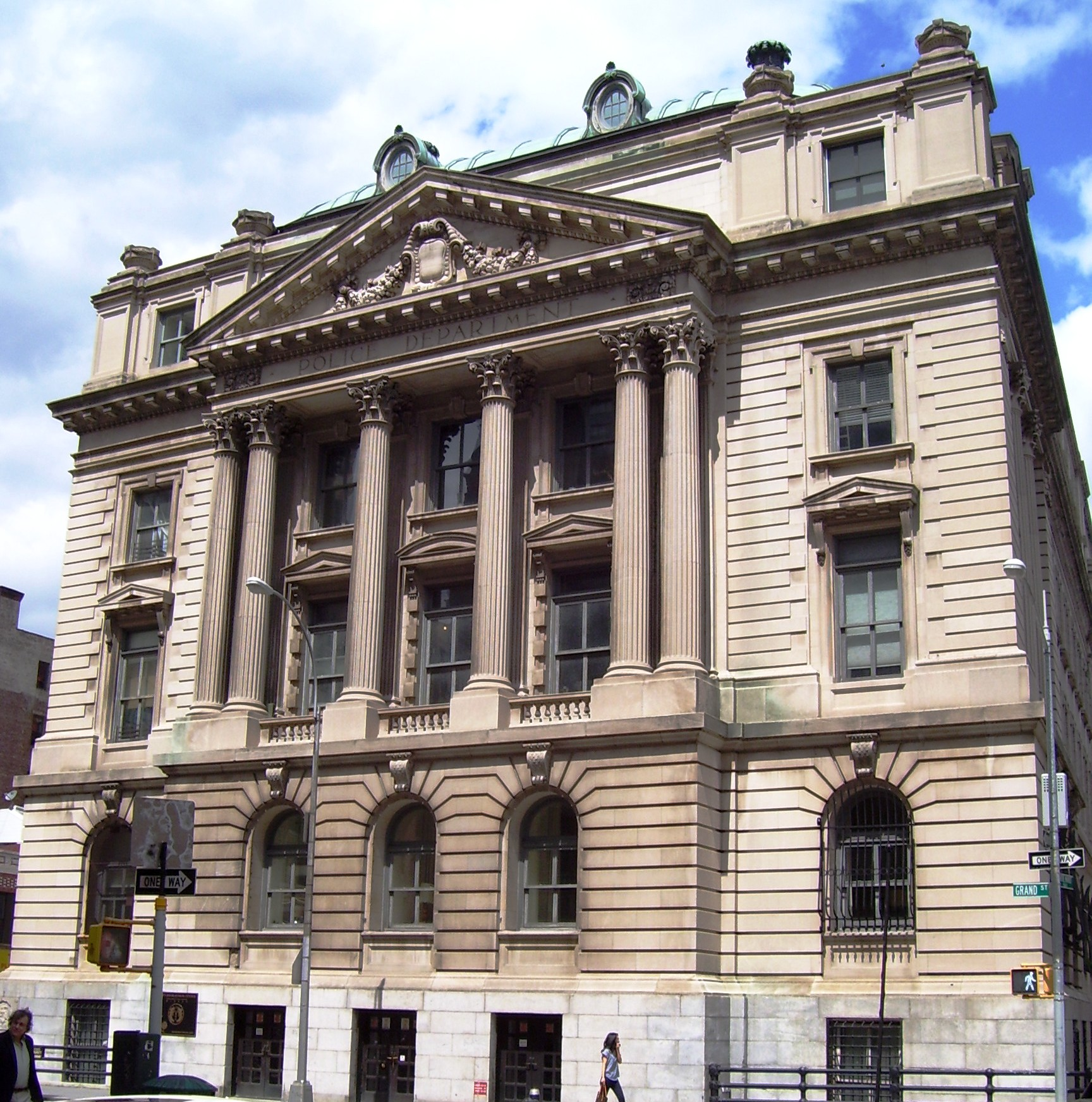
南ファサード